# قضية محصلة
المحصلة هي القضية التي لا يكون حرف السلب جزء الشيء من الموضوع والمحمول، سواء كانت موجبة أو سالبة، كقولنا: زيد كاتب، أو ليس بكاتب.